# Vasilij Mosin
Vasilij Aleksandrovič Mosin (in russo Василий Александрович Мосин?; traslitterazione anglosassone Vasily Aleksandrovich Mosin; Kazan', 9 maggio 1972) è un tiratore a volo russo, vincitore di una medaglia di bronzo ai Giochi olimpici di Londra 2012.

## Palmarès

### Giochi olimpici
- 1 medaglia:
  - 1 bronzo (double trap a Londra 2012).

### Campionati mondiali
- 1 medaglia:
  - 1 argento (double trap a Monaco 2010).

### Campionati europei
- 7 medaglie:
  - 4 ori (double trap a Montecatini 2000; double trap a Maribor 2006; double trap a Belgrado 2011; double trap a Suhl 2013).
  - 2 argenti (double trap a squadre a Suhl 2013, double trap a squadre a Leobersdorf 2018).
  - 2 bronzi (double trap a Belgrado 2005; double trap a Larnaca 2012).